# (5359) Маркзахаров
(5359) Маркзахаров (лат. Markzakharov) — типичный астероид главного пояса, открыт 24 августа 1974 года советским астрономом Людмилой Черных в Крымской астрофизической обсерватории и 4 мая 1999 года назван в честь режиссёра Марка Захарова.

## Обнаружение и именование
(5359) Маркзахаров
Открыт 24 августа 1974 года в Научном Л. И. Черных.
Назван в честь Марка Анатольевича Захарова (р. 1933) — главного режиссёра Московского театра имени Ленинского комсомола, народного артиста СССР и лауреата Государственной премии Российской Федерации. Он поставил много музыкальных пьес, спектаклей в жанре политической драмы и фильмов для телевидения.
Оригинальный текст (англ.)5359 Markzakharov
Discovered 1974-08-24 by Chernykh, L. I. at Nauchnyj.
Named in honor of Mark Anatolievich Zakharov (b. 1933), chief producer of the Moscow Lenin Komsomol Theatre, People's Artist of the U.S.S.R. and Russian Federation State Prize laureate. He has produced many musical plays, performances in the genre of political drama and films for television.
Источники: DISCOVERY.DB; M.P.C. 34621.

## Орбита

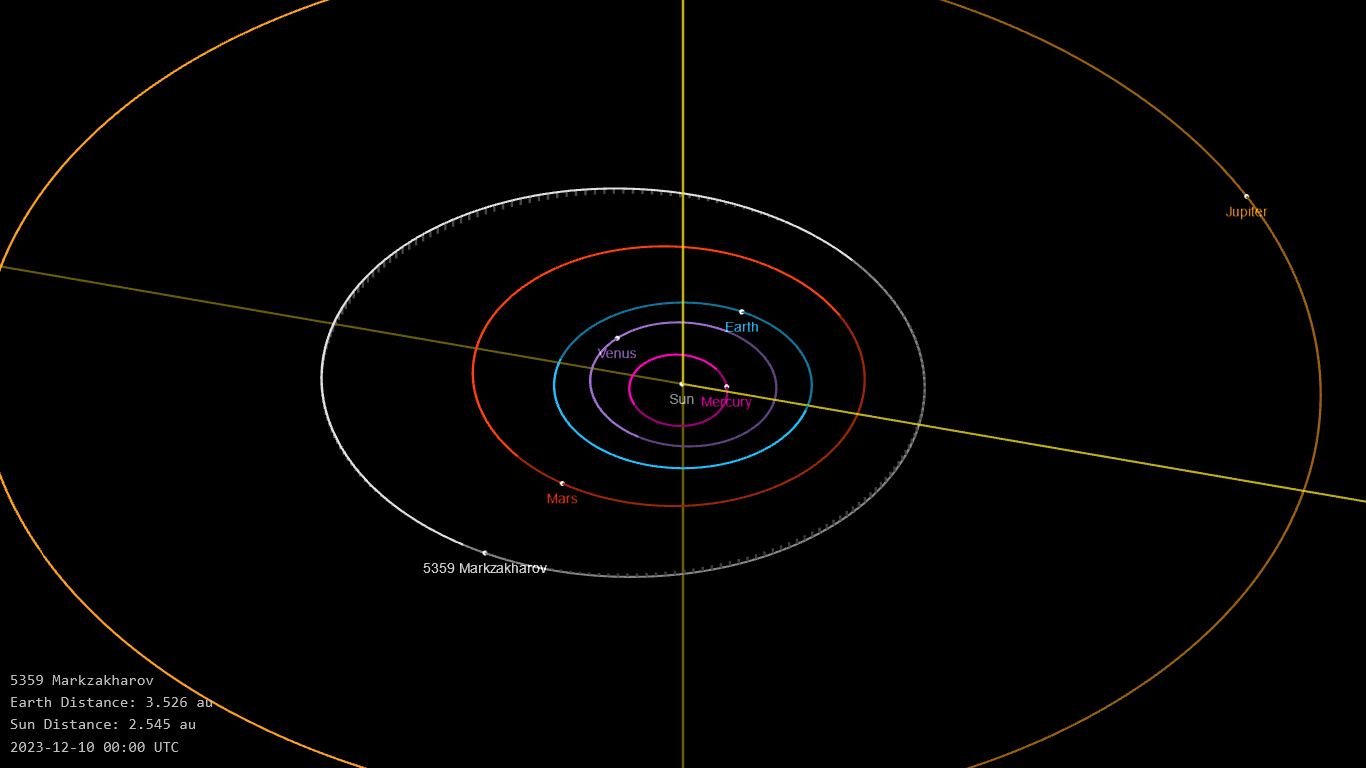
Орбита астероида Маркзахаров и его положение в Солнечной системе

## Физические характеристики
Астероид относится к таксономическому классу S.
По результатам наблюдений в видимом и ближнем инфракрасном диапазоне космического телескопа NEOWISE диаметр астероида сначала оценивался равным 4,508±0,053 км, позже — 4,47±0,71 км и 4,360±0,147 км. Согласно тем же источникам альбедо оценивается как 0,2332±0,0165, 0,24±0,13 и 0,233±0,052.